# 엄마야 누나야 강변 살자
"엄마야 누나야 강변 살자"는 1968년 공개된 대한민국의 영화이다.

## 배역
- 신성일
- 윤정희
- 김성옥
- 최남현
- 허장강
- 주증녀
- 한은진
- 안인숙